# Luisana Lopilato
Luisana Loreley Lopilato (Buenos Aires, 18 de maio de 1987) é  uma atriz, cantora e modelo argentina. Ganhou destaque após protagonizar as novelas Chiquititas e Rebelde Way. 
Nasceu em Buenos Aires, quase no bairro de Parque Chas, onde ainda reside. É a filha caçula de Eduardo e Beatriz. Nasceu no dia de 18 de maio de 1987 e é irmã do também ator e companheiro de vários programas, Darío Lopilato. No dia 2 de abril de 2011 casou-se com o cantor Michael Bublé.

## Carreira como atriz

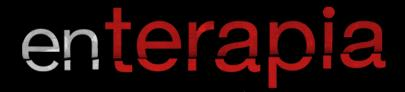
Logo de la miniserie En Terapia, adaptación argentina de BeTipul.

### 1998 - 2001
Luisana começou sua carreira aos cinco anos de idade fazendo diferentes publicidades. Anos depois, foi escolhida para fazer parte do elenco da sitcom argentina Mi familia es un dibujo (na sua terceira temporada), em 1998, quando tinha onze anos de idade.
Entretanto, depois de realizar um casting, foi escolhida pela produtora Cris Morena para fazer parte do elenco de Chiquititas, novela em que um ano antes havia feito uma pequena aparição como uma das garotas do bairro que começava a aprender coreografía com Belén Fraga (Romina Yan). Em 1999 entrou como um personagem permanente, Luisana Maza, participando até 2001. Sendo muito pequena conseguiu uma pequena participação no filme Un amor en Moisés Ville, que mostra como vários grupos de judeus escapam da Rússia nazista viajando até diferentes lugares da Argentina. 
Em 2001, participou, junto a um grande elenco, do filme Chiquititas: Rincón de Luz, filmada na cidade patagónica de Villa La Angostura.

### 2002 - 2005
Entre 2002 e 2003, protagonizou junto a Felipe Colombo, Camila Bordonaba e Benjamín Rojas, a telenovela Rebelde Way, uma ficção para adolescentes criada e produzida por Cris Morena. Paralelamente, integrou a banda musical de nome Erreway, junto com seus companheiros de trabalho.
Rebelde Way foi um sucesso estrondoso em toda Argentina, com audiência diária de 3 milhões de pessoas.
Em 2004 e depois de duas temporadas ininterrumpidas da telenovela, Cris Morena decide dar um desfecho cinematográfico para a ficção e estreia Erreway: 4 Caminos, interpretada pelos quatro atores principais, um road-movie de aventuras com os mesmos compenentes que fizeram parte da telenovela durante sua transmissão. O filme foi filmado em Buenos Aires e em diferentes rotas e praças do nordeste argentino.
Em novembro de 2004, a banda Erreway se separa, e cada um dos integrantes passa a seguir sua carreira artística separadamente.
Nesse mesmo ano, embarca em um novo projeto, Los pensionados, pela tela de El Trece. Porém, a ficção foi cancelada em meados de 2004, depois de apenas somente seis meses da sua estreia, devido a baixa audiencia que tinha. Luisana, no entanto, começa outro trabalho, junto ao ator e comediante Dady Brieva, Los secretos de papá. O trabalho durou até fevereiro de 2005.
Em 2005, volta a televisão na sitcom Casados con hijos; adaptação da original estadunidense Married with Children, no papel de Paola Argento. Nesta ocasião coprotagonizou a ficção junto a seu irmão Darío Lopilato, pelo canal Telefe.

### 2006 - 2007
Em 2006, é convocada para protagonizar a novela Alma Pirata, transmitida pela Telefe, às 21 horas, junto com seu companheiro de Rebelde Way, Benjamín Rojas, Nicolas Vázquez, Mariano Martínez, Elsa Pinilla, Fabián Mazzei e Isabel Macedo. No meio do seu trabalho na novela, começa novamente as gravações da segunda temporada de Casados con hijos, a serie continuou sendo transmitida com o passar dos anos, se consagrando como um clássico da televisão argentina.
Em 2006, foi enviada uma solicitação para Luisana voltar ao Erreway. Camila, Felipe e Benjamín aceitaram, mas Luisana não pôde participar, por estar muito ocupada. Camila Bordonaba cantou as partes de Luisana nas turnês.
Em 2007, participou de um concurso chamado Odisea, Aventura Argentina conduzido por Marley. Participou da obra teatral Arlequino servidor de dos patrones no Teatro de la Ribera e da telenovela El Capo, interpretando Ornella, irmã do personagem protagónico de Gianella Neyra. 
Além disso, colaborou com sua voz para um dos personagens principais do filme Plumíferos, o primeiro filme argentino realizado íntegramente com Blender,  um software livre (GNU) de animação e edição, estreada em 2010.

### 2008 - 2011
Em 2008, subiu ao teatro com La Cenicienta, um clássico que estreou em abril no Teatro Astral de Buenos Aires, no papel de "Princesa Cenicienta", sendo uma obra musical protagonizada junto a Rodrigo Guirao Díaz, com quem também, no mesmo ano, seria seu par protagónico juvenil em Atracción x4 en Dream Beach junto com sua companheira de Rebelde Way, Camila Bordonaba, Gabriel Goity e Carola Reyna.
Em 2009, atuou no filme Papa por un día, junto a Nicolás Cabre e Gimena Accardi.
Em novembro de 2010, protagonizou Alguien que me quiera por El Trece em um papel juvenil protagónico, mas não obteve o éxito esperado e foi cancelada em pouco tempo.  Luisana viajou para Los Angeles para rodar o piloto da serie Río, e na Argentina participou do unitário Maltratadas.

### 2012 - atualmente
Começou o ano no Canal 13 (Argentina), fazendo parte do elenco de Lobo, onde interpretou pela primeira vez uma vilã, Victoria "Vicky" Robledo, que fazia oposição a personagem de Vanesa González.
Em 2013, durante sua gestação, deu a vida a Valentina Rubio, uma jovem vítima de um câncer na segunda temporada da série Em Terapia, protagonizada por Diego Paretti e transmitida pela TV Pública. Por seu trabalho foi indicada aos Prêmios Tato na categoria "Melhor atriz protagonista em drama".
Em 2014, na emissora italiana RAI interpretou  Silvia Ferrari, um dos principais papéis da minissérie Una buona stagione (Uma boa temporada), tendo sido gravada em 2012. Pela sua atuação obteve sua primeira nominação ao Cóndor de Plata como "atriz revelação".
Em 2015, voltou a televisão argentina, participando da minissérie Variaciones Walsh, pela televisão pública. Além disso, debutou em Hollywood, como protagonista do filme Fair Market Value no papel de Kendall, junto a Tina Benko e Wendy Makkena, sendo este seu primeiro papel em inglês. Nesse mesmo ano foi a jurada convidada do programa Tu cara me suena.
Em 2016, teve uma participação especial na abertura do novo ciclo do Showmatch, o programa que há onze anos é conduzido por Marcelo Tinelli e atualmente é emitido pelo Canal 13.  Luisana também foi a protagonista da série Nafta súper, uma série da emissora Space, sendo um remake do filme Kryptonita. Na série, ela interpretã a vilã Harley Quinn.
Em 2017, protagonizou no papel de "Mary", juntamente com Guillermo Francella, o filme Los que aman, odian. O filme estreou em 7 de setembro na Argentina, dirigido por Alejandro Maci e tendo suas cenas gravas em Pinamar, Argentina. 
Em 2018, protagonizou o filme Perdida, baseado no livro "Cornelia" de Florencia Etcheves, no papel de Manuela "Pipa" Pelari.
Em 28 de maio de 2020, protagonizou o filme La Corazonada na Netflix,  junto a Joaquin Furriel.
Em 2022 estreou novamente como Manuela "Pipa" Pelari no filme PIPA na Netflix no mesmo ano participou na comédia romântica "Matrimillas".

## Carreira como cantora
Luisana começou sua carreira como cantora na telenovela Chiquititas.
Depois de Chiquititas, Cris Morena voltou convidou Luisana para a ficção juvenil Rebelde Way. Juntamente com a novela, surgiu a banda musical Erreway formada também por Luisana Lopilato, Benjamín Rojas, Camila Bordonaba e Felipe Colombo. O grupo lançou três trabalhos discográficos: Señales, Tiempo e Memoria.
Em 2009, devido a novela Atracción x4 en Dream Beach, lançou um CD e um DVD com as canções que interpretava na novela.

## Carreira como modelo
Luisana Lopilato foi a imagem de uma empresa de doces e da prestigiosa empresa 47 Street. Também realizou diversos anúncios na Argentina, Israel e chegou a ter propostas de trabalho na Espanha para realizar campanhas publicitárias.
Atualmente, é a modelo da marca de roupa íntima Marcela Koury e da inglesa Ultimo, da marca de jeans Ona Saez, da marca de sapatos Nazaria e dos produtos da L'Oreal Elvive. Em 2012, lançou sua própria marca de roupa junta com a marca Marcela Koury com o nome de Luisana Lopilato.

## Vida Pessoal
Lopilato nasceu de Eduardo Lopilato e Beatriz De La Torre. Seus irmãos mais velhos são a atriz e nutricionista Daniela Lopilato  e o ator Darío Lopilato, ela  é a caçula.   
Luisana é descendente de espanhóis e italianos; seu bisavô era um imigrante de Muro Lucano, província de Potenza. Ela cresceu em uma família cristã evangélica e afirmou que é uma cristã devota. 
Dos finais de 2000 a 2004 namorou o seu companheiro de trabalho de Chiquititas e Rebelde Way, Felipe Colombo, quem conhecia desde 1999 quando ela tinha 12 e ele 16, no início ambos negavam o namoro, mas depois de um vídeo intimo de ambos em 2004, eles anunciaram que já namoraram, mas já tinham terminado quando o vídeo saiu, Luisana entrou na justiça depois contra o programa que filmou o vídeo, já que ela era menor de idade na época, ela tinha 16 anos, ela também já confirmou em uma entrevista em 2005 que ela esteve namorando Felipe por 4 anos desde os 13 em 2000 e depois seguiram como amigos.
Em 2004 começou a namorar o também ator Mariano Martinez, com quem trabalhou em Alma Pirata, eles tinham 10 anos de diferença, quando ela tinha 19 anos, os dois chegaram a ficar noivos, mas 2007 colocaram o fim na relação, depois de idas e vindas e ciúmes constantes por parte de Mariano.
Luisana teve um breve relacionamento com o tenista Pico Monaco em 2008, eles terminaram por causa da distância e das ocupações dela como atriz e ele como tenista
Luisana Lopilato conheceu Michael Bublé no final de 2008. A atriz e sua irmã, Daniela, foram até um show de Bublé em Buenos Aires e após o fim da apresentação o cantor quis uma foto com ela. A partir de então, ela começou a segui-lo nas redes sociais e posteriormente começaram a conversar.  Ficaram noivos na Argentina em novembro de 2009. Bublé escreveu a música "Haven't Met You Yet" em sua homenagem e Lopilato apareceu no seu clipe.
Em 31 de março de 2011, Luisana e Michael se casaram pelo civil na cidade de Buenos Aires, Argentina. Em 2 de abril foi a cerimônia religiosa e em 31 de maio aconteceu a cerimônia no Canadá.
Em 27 de agosto de 2013, nasceu seu primeiro filho Noah Louis Eduardo Bublé, no Canadá. Em novembro de 2016, Noah foi diagnosticado com um câncer de fígado. Assim que aconteceu a descoberta, Bublé cancelou sua turnê e passou a ficar mais tempo em casa durante os tratamentos de quimioterapia. Em fevereiro de 2018, Luisana confirmou que seu filho estava curado.
Em 22 de janeiro de 2016, nasceu seu segundo filho, Elías Darío Demetrio Bublé; Em 25 de julho de 2018, nasceu a terceira filha do casal, Vida Amber Beatriz Bublé. Em 19 de agosto de 2022, nasceu a quarta filha do casal, Cielo Yoli Rose Bublé.

## Filmografia

### Cinema
| Ano  | Filme                      | Personagem            |
| ---- | -------------------------- | --------------------- |
| 1998 | Un amor en Moisés Ville    | Hanna (criança)       |
| 2001 | Chiquititas: Rincón de luz | Luisana Mazza         |
| 2004 | Erreway: 4 caminos         | Mía Colucci           |
| 2009 | Papá por un día            | Julieta               |
| 2010 | Plumíferos                 | Feifi (voz)           |
| 2014 | Las Insoladas              | Lala                  |
| 2016 | Fair Market Value          | Kendall               |
| 2017 | Los que aman, odian        | Mary                  |
| 2018 | Desaparecida               | Manuela "Pipa" Pelari |
| 2020 | Pressagio                  | Manuela "Pipa" Perari |

### Televisão
| Ano         | Novela/Série          | Personagem               |
| ----------- | --------------------- | ------------------------ |
| 1999 - 2001 | Chiquititas           | Luisana Maza             |
| 2002 - 2003 | Rebelde Way           | Mía Colucci              |
| 2004        | Los pensionados       | Kathy                    |
| 2004 - 2005 | Los secretos de papá  | Camila Jilquero          |
| 2005        | Numeral 15            | Lola                     |
| 2005 - 2006 | Casados con hijos     | Paola Argento            |
| 2006        | Alma pirata           | Allegra Rigantti         |
| 2007        | El capo               | Ornella Mastrogiusepe    |
| 2008 - 2009 | Atracción x4          | Nina Lacalle             |
| 2010        | Alguien que me quiera | Bianca Rivera            |
| 2011        | Maltratadas           | Susi                     |
| 2012        | Lobo                  | Victoria "Vicky" Robledo |
| 2013        | En terapia            | Valentina Rubio          |
| 2014        | Una buona stagione    | Silvia Ferrari           |
| 2015        | Variaciones walsh     | Alicia                   |
| 2016        | Nafta súper           | Dra. Reyes/ Harley quinn |